# Чарли Лог
Чарли Лог (енгл. Charles Paul "Charlie" Logg; Принстон, 24. фебруар 1931) био је амерички веслачки репрезентативац. Веслао је у двојцу без комилара.
Године 1952, Чарли Лог са само три године веслачког искуства, никада није веслао у двојцу без комилара до три месеца пре Олимпијских игара у Хелсинкију, а његов сувеслач у двојцу, Том Прајс, никада није веслао до те олипијске године.
На Олимпијским играма 1952. у првом кругу били су последњи у групи иза чамаца Швајцарске, Уједињеног Краљевства и Белгије резултатом 7:50,7. У финале су се пласирали преко репасажа када су у другој групи убедљиво савладали посаде Пољске и Сара, а у финалу су резултатом 8:20,7 мин. освојили златну медаљу победивши двојце Белгије за дужину и Швајварске за три дужине чамца.
Чарли Лог је после Олимпијских игара, шест година радио у америчкој војсци. Након освајања злата са Панамеричким играма 1955. покушали су са неколико неуспелих покушаја да се пласирају у амерички олимпијски тим за 1956. годину. Током 1960-их радио је у неколико компанија у индустрији хеликоптера, да би 1971. покренуо сопствену пољопривредну производњу у Флориди.